# Grupo de Forças Especiais (Guiné)
O Grupo de Forças Especiais (em francês:  groupement des forces spéciales, GFS) da República da Guiné é um conjunto de unidades militares de elite das Forças Armadas Guineenses especificamente formadas, instruídas e treinadas para a realização de um conjunto de missões específicas, que vão desde as operações especiais no contexto de um conflito convencional até às pertencentes à guerra não convencional.

## História
As unidades especiais sempre fizeram parte do exército guineense, mas foi em 2018 que a primeira unidade dedicada foi constituída em regimento. Foi descoberta pelo público em geral durante o 60.º aniversário do Dia Nacional da Independência em 2018.
Conquistando a aclamação da população, esta unidade liderada pelo Coronel Mamady Doumbouya  seria posta à prova  contra os amotinados que assassinaram o Comandante Mamadi Condé  em Kindia em 16 de outubro de 2020, após uma curta perseguição de 24 horas.
Em 5 de setembro de 2021, o GFS liderou o golpe de Estado que capturou e depôs o presidente da Guiné, Alpha Condé. 

## Organização
O grupo está organizado em vários níveis complementares de unidades de para-comando, unidades especiais e unidades de intervenção. Integram a unidade de inteligência tática os elementos que já obtiveram êxito na fase de paraquedista e atingiram a das unidades especiais ou de intervenção.

## Missões
O grupo de forças especiais é especificamente responsável por missões de ação de comando, reconhecimento, inteligência, antiterrorismo, busca e destruição e todos os outros tipos de missões especiais.
A responsabilidade assumida é também especial, sendo o quartel-general do grupo estabelecido em Conacri e outras unidades espalhadas por todo o território, operando em sinergia com as várias formações das forças armadas guineenses e colaborando com as forças de segurança interna. A pedido do Estado-Maior do Exército, ao qual pertence o grupo, as unidades de forças especiais conseguem intervir em menos tempo.